# Shin Do-hyun
Shin Do-hyun (kor. 신도현; ur. 5 listopada 1995 r. w Yeongju) – południowokoreańka aktorka i modelka.

## Edukacja
Shin Do-hyun jest absolwentką Sungshin Women's University.

## Kariera
Shin Do-hyun występuje od 2018 roku. Jej debiutem w aktorstwie była rola w serialu telewizyjnym First Kiss, w którym wcieliła się w rolę Kyung Su-bin. Jest członkinią agencji filmowej VAST Entertainment (kor. VAST엔터테인먼트).

## Filmografia

### Seriale
- 2018:
  - First Kiss jako Kyung Su-bin[2]
  - Je3ui maeryeok jako Kim So-hee[4]
  - Dadaen-bbo-geol-jeu jako Lee Ye-ji
  - Seu-wi-chi-Sae-sang-eul Ba-kkweo-ra jako So-Eun-ji[5]
- 2019:
  - Deo Baeng-keo jako Jang Mi-ho[6]
  - Ha-ja-iss-neun in-ga-deul jako Baek Jang-mi[7]
- 2020:
  - Memorials jako Jang Han-bi[8]
  - Hospital Playlist jako Bae Joon-hee[9]
- 2021: Eoneu nal uri jib hyeongwaeuro Myeolmangyi deuleowassda jako Na Ji-na/Lee Hyun[10]

## Teatr
- 2022–2023: The Seagull jako Masha[11]